# Сазоно-Балановка
Сазо́но-Балановка, до ВОВ Балановка (укр. Сазоно-Баланівка), село, Сазоно-Балановский сельский совет, Богодуховский район, Харьковская область.
Код КОАТУУ — 6320887501. Население по переписи 2001 года составляет 339 (146/193 м/ж) человек.
Является административным центром Сазоно-Балановского сельского совета, в который, кроме того, входят сёла
Вертиевка,
Крупчино,
Репки
и посёлок
Горького.

## Географическое положение
Село Сазоно-Балановка находится в 3-х км от железнодорожной станции Пост 198 км. Село окружают небольшие лесные массивы. Рядом проходит автомобильная дорога Р-46.

## Происхождение названия
Основан как хутор Юнакивка; в 1920 году хутор переименован в Балановку и в 1941 году объединён с хутором Сазоны.

## История
- 1764 — дата основания. Основан как хутор Юнаковка (слобож. Юнакивка).
- 1920 — переименовано в Балановку.
- 1940 — объединили с хутором Сазоны.
- В 1940 году, перед ВОВ, Балановке был 121 двор.[1]

## Экономика
- В селе были машинно-тракторные мастерские.

## Объекты социальной сферы
- Школа I—II ступеней.
- Сазоно-Балановский фельдшерско-акушерский пункт.

## Достопримечательности
- Братская могила советских воинов. Похоронено 24 воина.

## Экология
Рядом с селом проходит ЛЭП 330 кВ.